# Therese Seehofer
Therese Seehofer (* 20. Oktober 1846 in Wolkersdorf bei Wien; † 4. Dezember 1936 in Berlin) war eine österreichische Opernsängerin (Sopran).

## Leben
Therese Seehofer wuchs als Tochter eines Bäckers in einer Familie mit acht Kindern auf. Sie erhielt bereits als Achtjährige Gesangsunterricht. Als sie vierzehn Jahre alt war, starb der Vater und die Gesangsausbildung wurde zunächst unterbrochen. Auf ihr Drängen hin erlaubte ihr die Mutter den Besuch des Konservatoriums in Wien. Schließlich erkannte die Sängerin Josefine Richter das Talent der Schülerin und bildete sie weiter aus.
Im Sommer 1866 erhielt sie einen Ruf als Kammersängerin zur Großfürstin Helena von Russland, nach Anderen zur Großfürstin Olga.
Nachdem sie dem Kapellmeister des Leipziger Gewandhausorchesters Carl Reinecke vorgesungen hatte, erhielt sie 1867 ein Engagement für zwei Konzerte dieses Orchesters. Nach Konzertreisen durch die Niederlande und Deutschland erhielt sie 1868 ein Engagement als Opernsängerin an der Münchener Oper, wo sie 1870 die Schwertleite in der Uraufführung von Richard Wagners Walküre sang. Stimmprobleme veranlassten sie, in Wien bei C. Pruckner weiteren Gesangunterricht zu nehmen. 1874 bis 1890 sang sie an der Berliner Hofoper vor allem kleinere Rollen, nach ihrer Pensionierung wirkte sie noch als Gesanglehrerin.
Ihre glockenreine Sopranstimme besaß zwei Oktaven Umfang und schlug die Künstlerin mit derselben das dreigestrichene C und das tiefe A an.

## Schüler
- Zerline Drucker